# Arroyo Del Cerro Chato
Der Arroyo Del Cerro Chato ist ein Fluss in Uruguay.
Er entspringt an der Grenze des Departamento Salto zum Nachbardepartamento Rivera westlich des Ortes Masoller. Von dort verläuft er in westliche Richtung, vorbei am Cerro Cachorro im Süden sowie dem Cerro Chato im Norden und mündet flussaufwärts des Paso Jouvin als rechtsseitiger Nebenfluss in den Río Arapey.